# Burni Pucuk Uwis
Burni Pucuk Uwis är ett berg i Indonesien.   Det ligger i provinsen Aceh, i den västra delen av landet, 1 600 km nordväst om huvudstaden Jakarta. Toppen på Burni Pucuk Uwis är 1 984 meter över havet, eller 80 meter över den omgivande terrängen. Bredden vid basen är 1,4 km.
Terrängen runt Burni Pucuk Uwis är kuperad åt sydväst, men åt nordost är den bergig.Runt Burni Pucuk Uwis är det mycket glesbefolkat, med 3 invånare per kvadratkilometer. I omgivningarna runt Burni Pucuk Uwis växer i huvudsak städsegrön lövskog.